# 和平建国军

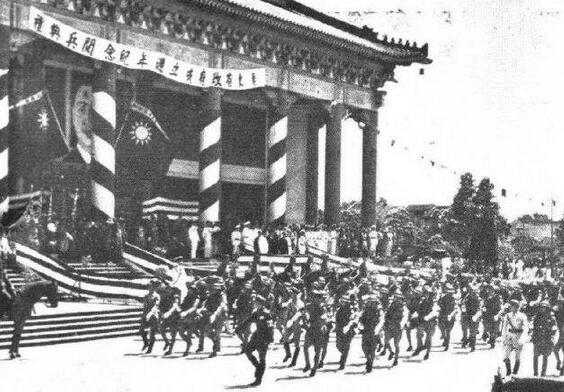
和平建国军在汪精卫政权周年典礼上的阅兵

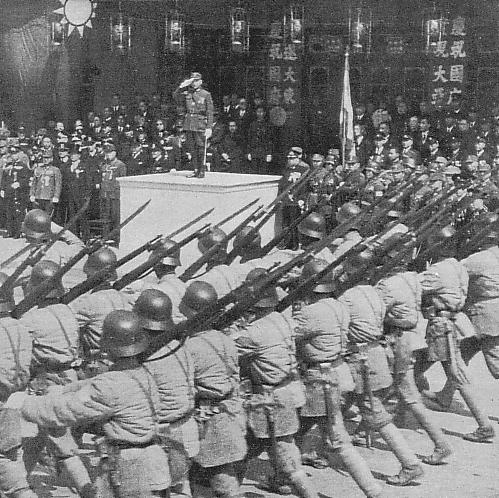
汪精卫政权“成立3周年纪念大会”阅兵式

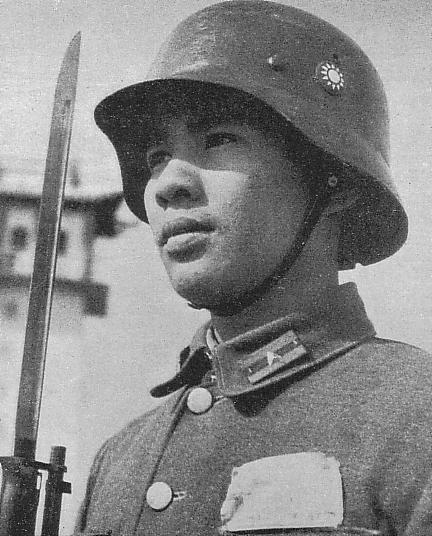
和平建國軍下士，頭盔和領章直接沿用自國民革命軍。

和平建国军是1940年3月汪精卫在南京建立政权后，收编国民政府投降军队所组建的一支傀儡偽軍。1945年9月抗日战争胜利后，由国民政府收编。

## 总部机构
1940年3月30日，南京国民政府成立。同时成立了国民政府军事委员会，为“全国军事最高机关，其职掌为关于国防绥靖之统率事宜、军事章制、军事教育方针之最高决定、军费支配、军备补充之最高审核、军事建设军队编遣之最高决定及中将及独立任务少将以上任免之审核”:880-881
- 委员长汪精卫
- 副委员长周佛海、陳公博
- 常委9人：陈公博、周佛海、刘郁芬、齐燮元、鲍文樾、杨揆一、任援道、叶蓬、萧叔萱。
- 委员26人：陈公博、周佛海、刘郁芬、齐燮元、鲍文樾、杨揆一、任援道、叶蓬、萧叔萱、陈群、唐蟒、丁默村、胡毓坤、李讴一、郑大章、臧卓、申振纲、富双英。至1941年底共有委员41人。
- 参谋本部，为最高参谋机关，直属国民政府，并受军事委员会统辖，掌握国防及用兵事宜。政務次長楊揆一代理部務，常務次長劉培緒（原蒋介石军委会中将高参、第11军团第40师师长）
- 軍事參議院副院長任援道代理院務
- 軍事訓練部政務次長蕭叔萱（前國民政府駐日本東京大使館武官）代理部務，常務次長鄭大昌（前東北軍第二集團軍騎兵團總指揮）
- 政治訓練部部長陳公博，政務次長李謳一（前粵軍團長），常務次長富雙英（前東北軍軍長）
- 國民政府參軍長唐蠎
- 軍事委員會辦公廳主任楊揆一（前國民政府軍事委員會武漢行營秘書長）
  - 第一廳（负责作战、谋略）廳長陳欽若
  - 第二廳（负责人事）廳長臧卓
  - 第三廳（负责军需）廳長何炳賢。1941年12月改为改为经理总监署。
  - 軍令處長鄭仲敬
  - 軍政銓敍處長吳仲華
  - 總務處長沈珂
  - 秘書處長姜廷榮
  - 軍法處長徐桂
  - 機要室主任徐向宸
- 海军军令处，掌管海军军令
- 航空署署長陳祖昌（陈璧君的五弟，在德国读航空工程专业，任南京飞机修造厂厂长、欧亚航空公司经理）。1941年10月29日航空署署降级为军事委员会总务厅空军司。共有日本制造的93式、95式、99式教练机20多架，空军基地设在扬州城西北约五华里，配有一个警卫营。1945年称军委会航空训练处，处长祝晴川中将（常务参谋次长兼），副处长白景丰（白起）少将。
  - 扬州空军教导总队长白景丰（白起）。

行政院设置军政部和海军部，受军事委员会统辖，分管陆军、海军行政事宜（包括军需、军制、军械等事项）。
- 軍政部 政務次長鮑文樾（前東北軍參謀團主任）代理部長，常務次長陳維遠
- 海軍部 部長任援道，政務次長凌霄 (1884年)凌霄，常務次長許繼祥

1941年8月16日，行政院警政部撤销，在军事委员会设调查统计部。部長李士群，政務次長楊杰，常務次長夏仲明。
- 政治警卫总署署长马啸天，副署长晋辉、沈同
- 第一厅（总务）厅长叶耀先，副厅长孙时霖
  - 财务科长岳光烈
  - 会计科长赵承鑫（即赵铮，后升任厅长）
- 第二厅（情报）厅长唐克明，副厅长陈彬
- 第三厅（行动）厅长万里浪，副厅长王道生
- 第四厅（组训）厅长胡均鹤，副厅长吴润生
- 专员室主任沈信一
- 督察室主任姚筠伯、谢文潮
- 感化院院长汤金涌、裘君牧、鲍君甫、晋辉。位于南京太平路
- 调统部驻沪办事处曾设于上海“七十六号”，处长夏仲明，秘书王友签、刘朴
  - 第一科科长潘公亚
  - 第二科科长吴振明
  - 第三科科长尤仲泉
- “南京区”区长唐惠民、苏成德、马啸天
- “上海区”区长胡均鹤、万里浪、朱岑楼
- “杭州区”区长石林森、谢文潮、罗梦芗
- “汉口区”区长张某某
- “北平特派员”石林森
- “广州区”/“安徽区”区长王玉华

1943年9月9日，李士群被日軍毒斃，調查統計部撤銷，改設政治部，任命陆军编练总监公署总监黃自強為部長。
- 政治保卫局（局址为南京普驼路8号）全部取代了原“特工总部”的职权、机构和人员，万里浪任政治保卫局局长，胡均鹤任副局长。政治保卫局在各省、市、县设分局、支局,分站、支站等机构；
  - 政治保卫局第一局设在上海极司非尔路76号原特工总部所在地，局长由万里浪兼任，第一局后来又迁往1942年以后特工总部所在地杭州（局址为东街路100号），上海“76号”遂成为第一局所属的“上海分局”，分局长先后由罗梦芗、林焕之。
  - 政治保卫局第二局设在南京颐和路21号，局长由胡均鹤兼任。
  - 无线电总站
  - 研究室
  - 感化院
- 情报局
- 秘书室
- 参事室
- 总务处
- 警卫大队

1945年2月8日陈公博把政治部改为“军事委员会政治警卫总署”，总监陈公博兼，副监丁默村、周学昌。1945年6月，周学昌离职任南京市市长，万里浪继任为副监。日本投降后，周佛海组织“军事委员会上海行动总指挥部”并任总指挥，万里浪受命担任上海行动总指挥部的调查室主任。
1941年12月，撤销其第1办公厅和第2办公厅，所有任务由办公厅办理。第3办公厅改为经理总监署。
1942年8月至9月间，军事委员会进行了一次重大调整，集中军政、军令等各项权力，将军政部、海军部改隶军事委员会，办公厅、参谋本部、军政部、军事训练部及政治训练部等加以调整合并，改设参谋总长1人，为军事委员会幕僚长，设次长2人和总务厅长；军政、军训及政训3个部改设为陆军部及陆军编练总监总署。海军部、经理总监署、调查统计部、航空署仍旧。另增设参赞武官公署，作为安置编余军官的机构。
1943年初，汪政权实行战时体制。1月9日，设立最高国防会议，军事委员会置于最高国防会议之下。10月，又决定变更军事委员会组织机构，撤销陆军编练总监公署，该署职掌移交陆军部，航空署缩编为空军司，隶属其总务厅，撤销调查统计部，另设政治部。1944年11月，汪精卫死后，军事委员会及其所属机构作了部分改组。1945年2月，撤销其政治部，改设政治保卫部。1945年5月，军事委员会成立军令部。

## 兵力
1940年，汪軍總數8.8萬人。1940年4月4日在南京成立江浙绥靖军总司令部，任援道为总司令，管辖南京、苏州等7个绥靖区，辖第二、三、四三个师、独立第八、九旅和教导旅。
1940年10月10日，浦东地区的伪和平救国军第三路丁锡山部改编为暂编第十三师，以丁为师长；将在苏州地区的和平建国军第十四路谢文达部，改编为暂编陆军第十师，以谢文达为师长。1941年5月汪伪军事委员会常务委员会会议决议，将暂编陆军第十师及第十三师合编为暂编陆军第二军，并任命参谋本部常务次长刘培绪兼任第二军军长。
1941年2月第五战区苏鲁皖边区游击总指挥部副总指挥李长江率部投汪后编成的伪第一集团军。7月被汪精卫任命为第一集团军司令。该军由4个师和2个独立旅组成，主要驻扎在苏中地区（1943年改编为第五集团军）。
1941年4月，在苏北地区的苏鲁战区第八十九军第117师参谋长潘干丞、鲁苏联军西北集团军总指挥刘湘图相继投敌，所部旋即被分别编为暂编陆军第二十八师和第二十二师，以潘干丞、刘湘图分任师长。1938年潘干丞随同山东韩复榘所属的游击第三路指挥部由徐州撤退到淮阴时，韩德勤把他们改编为第八十九军独立团，委潘干丞为团长。黄桥战役中潘干丞没有跟上军长李守维的行动，李守维遭新四军突袭溺亡。潘干丞不敢返回兴化，躲在泰州城内以观动静。韩德勤派潘的好友原第八十九军副官处长杨青云写信给潘，要他赶紧回到兴化，韩随即委潘为117师参谋长。师长刘漫天对潘在黄桥战役中不战而逃的行动不满，对师部重大决策事前都不与参谋长协商，并且一再向韩德勤提出要求更换参谋长。潘得悉此讯后愤而辞职，跑到南京投靠汪精卫。抗战胜利后，伪第廿八师师长潘干丞、副师长李影森(第117师351旅702团第一营营长)率部驻淮阴被新四军围攻苦战历十余日，弹尽粮绝，仍坚守据点，被王懋功委潘干丞为苏北挺进军暂编第三师师长，李影森为该师副师长。新四军攻克淮阴，潘干丞阵亡。
1941年5月，国民党苏浙行动委员会总指挥部参谋长、江苏第四、六两区联防指挥官兼第八十九军第117师第349旅旅长、江苏省保安第八旅旅长楊仲華投敌，旋即被任命为苏皖边区绥靖总司令。1942年1月苏皖边区绥靖总司令部改称第二集团军总司令部，仍以杨仲华为总司令。所部伪军改变为暂编陆军第三十二师至三十五师，由徐召南、孙建炎、田铁夫、陈同分任各师师长，总司令部设于东台、盐城一带。
1943年9月郝鹏举调任淮海省省长兼徐州绥靖公署主任，将原属苏北行营的第二十八、第三十三、第三十五师及3个独立旅调往伪淮海省。
1943年12月22日第一、第二集团军合编为第五集团军，项致庄为总司令，辖2个军共5个师：
- 第九军，军长颜秀五，秦庆霖为副军长，
  - 暂编第二十四师，师长秦庆霖兼
  - 暂编第二十六师，师长陈才福
- 第十二军，军长项致庄兼
  - 暂编第三十五师，师长田铁夫
  - 暂编第三十六师，师长陈同
  - 暂编第三十七师，师长丁聚堂

原第一集团军所辖暂编第二十七师何春霖部和独立第十一旅孔瑞五部番号撤销。1943年3月18日原属第二集团军暂编第三十二师徐绍南部改编为江苏省保安队。
1944年1月26日暂编第三十三师孙建炎部暂编第十九师蔡正鑫部被改编为苏北屯垦警备队；暂编第三十五师田铁夫部被改编为江苏水上警察队。
1944年9月14日第五集团军番号撤销，项致庄调任杭州绥靖主任。所属第十二军亦调至杭州。所属各师于是年6月16日取消“暂编”字样。
1945年春已擴大到40餘萬人。汪精卫政权所統領的和平建國軍直轄6個方面軍及4個綏靖公署，華北治安軍則最高曾轄有14個集團軍，蒙疆的蒙古軍最高曾轄有10個師。截止到1945年夏，汪精卫政权所統領的军隊序列为：
- 军委会直辖警卫军[5]：1939年12月9日在上海江湾的中央陆军军官训练团开学，约2,500人，汪精卫兼任团长，总队长张诚，教育长叶蓬。1940年3月警卫旅成立，旅长张诚少将（1940年9月29日病死）/刘夷（黄埔二期，刘峙之侄），下辖第一团（团长李友竹，1,645人）、第二团（团长魏天秩，在安徽组建仅785人）、补充团（鲁南于惠民部864人）、警卫大队（为叶蓬从上海伪警察中选调组建，406人，大队长洪振）、宪兵大队（从北平宪兵司令部拨来一营，由警卫旅长亲自指挥）。缺编4,000余人。1941年3月改编为警卫师，师长郑大章/李讴一，副师长陆振清/洪振，参谋长邢聚五，辖第一团861人、第二团937人、第三团（原补充团，886人）、特务团（原警卫大队，377人），总计3,446人。1943年1月扩编为警卫军，军长陈公博（挂名），参谋长祝晴川（负责日常，为周佛海亲信），由陆军军官教导总队培养的军官与军士用于组建第一、第三师。每师5,026人，每团1,485人。总计18,902人。1945年9月，国民革命军第七十四军进抵南京，其第51、第57、第58师分别并编了警卫第1、第2、第3师。
  - 第一师师长刘启雄（黄埔二期，国民革命军第87师旅长），副师长熊子浩（黄埔四期，江苏保安处团长）。负责南京城区警备。
    - 第一团：以国民政府卫士团（团长陈皋）为基干，广东提供500人补充。1942年12月编成。
    - 第二团：警卫军补充团提供1,500人编成。
    - 第三团：警卫军补充团提供2,000人编成。

  - 第二师师长秦汉青（保定五期，国民革命军第二十九军）：由警卫师与独立第14旅并编，独立第14旅军官替换掉了原警卫师军官。驻蚌埠。
  - 第三师师长陈孝强（黄埔二期，国民革命军预备第八师师长。1944年5月底因通济门事件被免职）/钟健魂/鲍文沛。开封绥署特务团以及中条山战役国军战俘于1943年12月21日编成。负责南京周边警备。第七团驻句容，第八团驻江宁，第九团驻六合。1944年12月22日，第九团第一营（欠第三连）官兵291人在六合县程驾桥附近的羊角山被新四军全歼，损失机枪13挺，步枪105支，掷弹筒6具，步兵炮1门。1945年8月13日，师长钟建魂率领师直4个连（炮兵连，特务连，工兵连，通信连）600余人，第7团一个营700余人，师政训主任赵鸿学带出的第9团一个整团2,000余人，总计3,000余人，携带火炮34门（其中九二炮9门，八五炮9门，七五炮16门），掷弹筒与六〇迫击炮117具，重机枪30挺，轻机枪107挺，步枪1100余支，弹药约十万发，电台两部及其他物资[6]，投共投奔六合县钟家集的新四军第二师六合支队，编为华中独立第一军，第9团的3个营编组成3个团分属两个师：1师1团；2师4团、5团；第7团的一个营编为军特务团；师直属分队编为军直特务营。钟建魂任军长，新四军政治部联络部部长刘贯一任政治委员，徐楚光任军副政治委员、军参谋长兼第二师政治委员，汪大漠任军政治部主任，赵鸿学任第二师师长。1946年春节后，华中独立第一军编成7个连队与华中野战军第七纵队（后为华东野战军第十一纵队）第55团三个营合编（沿革为解放军第29军第85师第253团），独一军的团长罗基柱、惠宇农、卢森分任第55团各营营长。[7]赵鸿学任第55团副团长、华东野战军第十一纵队第33旅副参谋长，中国人民解放军第十兵团司令部作战处副处长兼作战科科长、第二十四军工兵主任。[8]
  - 补充团
- 第一方面军：任援道。原伪维新政府的蘇浙皖綏靖軍，苏浙皖绥靖总司令部总司令任援道，总部设于南京。
  - 下辖：第二军、第三军、教导旅、独立旅、特务旅。暂编第10师师长谢文达（黄埔一期）
  - 活动范围：苏南、淮南、皖中、浙西
- 第二方面军：孙良诚。经张岚峰引见给周佛海，1942年4月22日冀察战区副总司令兼游击总指挥、第39集团军副总司令、山东省政府鲁西行署主任孙良诚于山东定陶、荷泽地区率第六十九军陈光然暂编第28师、赵云祥暂编第30师、王清瀚独立第4旅、黄贞泰新编第13旅、郭俊峰特务旅、于飞第4游击纵队共2.5万人投日。独立第4旅段海洲、孙兴斋两个团、于飞第4游击纵队在冀察战区副总司令部参谋长傅二虞的率领下继续抗日。其中暂编30师、独立第4旅、新编第13旅为第六十九军2个团扩编，第4游击纵队为地方武装组建，暂编第28师为第181师一部扩编。方面军总司令孙良诚，副总司令张维玺(1943.2.25)，参谋长鄄纪印/谷大江。参谋处处长任晋文，副官处处长韩德元/曹济武，交通处处长周振乙，政训处处长高耀武，军需处处长刘秉樾/李克昌，军医处处长王凤。1942年10月移驻河南开封，孙良诚兼任伪开封绥靖公署主任。1944年10月移驻扬州，孙良诚任伪苏北绥靖公署主任，总兵力达4万余人。1945年8月伪第二方面军改编为国民革命军新编第二路军，孙良诚为总司令。1948年11月孙良诚部改编的第一百零七军在睢宁向解放军投诚。
  - 第四军：暂编第30师扩编。军长赵云祥，副军长谢云卿，参谋长嵇瘦秋。1944年底驻盐城。军部和直属部队驻城里，三十九师驻伍佑一带，四十师驻上冈一带。代理参谋长张伴农，副官处长路耀林。1945年10月中旬新四军苏中、苏北两个纵队的兵力及地方武装共20,000余人，包围盐城及其附近据点，发起了对盐城的攻坚战。10月30日夜开始攻打外围，当天举毙伤俘获伪军1800余人。11月3日抵盐城东门城下，同时对盐城东北外围据点发起攻击，并强攻盐城飞机场，最后抵达盐城东北；另一部则攻克北袁庄据点后，迅速推进到北门闸一带，并且攻克盐城以西三里窑据点，逼进盐城西门。至此盐城外围据点全部扫除，共歼伪军3600多人。11月11日上午，赵云祥、戴心宽在城防司令部召开营以上军官会议，由戴心宽通报与新四军谈判情况，宣布起义，并由赵、戴联名发出起义通电。下午，苏北区党委敌工部长薛尚实率工作组70余人相继进城。盐阜区公安局长傅宗华亦率领敌工和保安人员进城，接管伪地方保安队、县政府机关及档案资料，并搜捕伪盐城县县长田茂舟、汉奸特务陈乔、谭学正等。中共盐城县委、县政府机关于14日陆续进入盐城，15日召开万人大会欢庆盐城获得解放。赵云祥部起义后，新四军军部授予该部华中人民解放军第四军番号。
    - 第三九师师长潘于明、副师长王拱震
    - 第四〇师师长戴心宽、副师长李文森

  - 第五军：王清瀚独立第4旅扩编。军长王清瀚，参谋长方梓庠。驻防阜宁、高邮。1945年4月24日22时，新四军第三师出动第10旅、淮海军分区1支队和4支队、第8旅、第3师特务团、阜宁独立团、射阳县独立团、盐东独立团、建阳独立团、淮安独立团、涟东独立团，对盘踞于阜宁城内外的王清翰第五军发起了围歼攻坚战，历时36小时，到26日10时结束，全歼第五军军部、2个师部和7个整团，并歼灭了伪阜宁县政府、保安团等反动组织和反动武装，除伪五军军长王清翰、33师师长孙建言几十人漏网外，生俘伪33师副师长邓立东，副团长王金和，上校军法官尤太近，中校秘书孙无默，中校军需官顾枝南以下官兵158人，伪地方军、政、警等3000余人，毙伪官兵340余人，缴获迫击炮7门，掷弹筒27具，轻、重机枪47挺，步枪1602枝，手枪65枝，各种子弹、炮弹共4万余发。除解放阜宁城外，攻克大、小据点21人，摧毁碉堡143个，解放村镇580多个，受难同胞10万余人，收复土地1000平方公里。新四军牺牲62人，伤374人。
    - 第四一师师长宋荣庆、副师长杨克泰
    - 第四二师师长王和民、副师长王培元
    - 第四三师师长丁作彬、副师长俞X生

  - 第九军：在苏北收编李长江部。驻泰州。军长颜秀五，副军长秦庆霖
    - 第二十四师（师长颜秀五/何耕春）
    - 第二十五师（师长秦庆霖）
    - 第二十六师（师长陈才福）

  - 第三十八师师长孙玉田。随总部驻扬州。
  - 独立第二十二师：在苏北收编。师长刘湘图。驻兴化。抗战胜利后为国民革命军新编第二路军第6师。新四军苏中军区集中8个团7000多兵力攻打兴化城，军区副司令员兼参谋长张藩指挥。8月28日晚开始肃清城外据点战斗，苏中军区新1旅主攻西门，2分区政委陈时夫指挥特务1团、特务2团佯攻东门；苏中特3团、特5团佯攻南门，兴化独立团(团长柴荣生、政委戴为然)佯攻北门。1旅2团(团长林辉、政委赵则三、参谋长茅健群)把渡河突击任务交给三营(营长陆明生、教导员陈本奎)，七连(张连长、指导员程德清)为突击队。8月29日18时45分总攻兴化城，1旅1团(团长张宜友)主攻西城门。8月30日四个城门都未攻克。攻城总指挥部决定继续强攻西门；东门部队设法占领制高点——文峰塔，31曰晚决战。派二分区警卫团(团长胥金城)增援东门。兴化攻坚战毙伤伪军700余人，俘日军4人、俘师长刘湘图以下4200余人，缴获各种口径的炮64门，轻重机枪122挺，枪支3324支，大批弹药，电台4部，汽艇4艘。
  - 暂编第十九师：1941年春国民党忠义救国军蔡鑫元（蔡鑫源）部投敌后被编为“和平建国军”第七路。1941年11月该部改编为暂编第十九师，以蔡为师长，驻泰兴、靖江一带。
  - 独立第十九旅
  - 独立第二十旅
- 第三方面军：吴化文（魯蘇戰區新編第一師師長，1943年1月18日，率所部約4萬人在山東沂水地區投汪，被編為山東方面軍總司令，7月29日改稱第三方面軍總司令，並任命山東省保安司令部參謀長寧春霖為副總司令，郭受天為參謀長[2]:891）
  - 下辖：第六军、第七军
  - 活动范围：鲁南、鲁中、淮北
- 第四方面军：张岚峰。活动范围为皖北豫东12个县，其中8个是张部军管县。1944年达到全盛时期，有3个军、9个师、2个特务旅、1个炮兵团、1个骑兵团，号称有十万之众，实有5万人。
  - 第一军：军长张岚峰兼/黄宗颜
  - 第八军：军长陈扶民。驻亳县
  - 第十六师：师长刘扶青。驻鹿邑县。
  - 第十七师：师长王翔九
  - 第十八师：师长杜新民，副师长刘文耀。驻酂城。1945年9月21日凌晨投共，新四军四师敌工部长王子光亲临。投共部队改称“豫东人民自卫军”，指挥官杜新民。4个团和1个特务营共5,000多人开入永城以东解放区。开赴洪泽湖边老解放区整训，改编为华中解放军第二军。
    - 第六十九团：团长李元福
    - 第七十团：团长邢剑五
    - 第七十一团：团长韩守泽
    - 第七十二团：团长赵汝泮（陈扶民的表弟）

  - 第十五师
  - 第五十四师：驻亳县。师长刘子仁（新四军四师团长叛变）。
  - 第五十五师：师部率2个团驻夏邑县。1个团（邢宗汉）驻李楼。师长韩循先（柘城县大地主）/施仲达（张岚峰的连襟，张部副参谋长），副师长王继贤代理师长。1946年1月7日王继贤率2个团另1个营投共投奔新四军。
  - 第五十六师：师长魏凤楼。1945年8月3日率部4,000余人在淮阳县东夏集投共。
- 第五方面军：庞炳勋（河北省政府主席、冀察戰區副司令長官、第二十四集團軍總司令，1943年5月10日投汪）
  - 活动范围：河南
- 第六方面军：孙殿英（冀察戰區新編第五軍軍長，1943年4月被俘投汪[2]:891）
  - 活动范围：河南
- 淮海绥靖公署：郝鹏举
  - 下辖：第二十八师、第33师、第35师、独立第11旅、独立第12旅、独立第18旅
  - 活动范围：苏北、淮北
- 苏豫边区缓靖总司令部(由原伪中央绥靖委员会委员长开封行辕主任公署改称)，总司令胡毓坤，总部设于河南商丘
- 开封绥靖公署：主任胡毓坤（前東北軍軍長。蘇豫邊區綏靖司令部1940年4月8日改稱）/刘郁芬（前西北軍軍長、甘肅省政府主席）/孙良诚
- 苏北绥靖公署：驻扬州。主任李长江（1941年2月13日在泰州率第1、2、6、7、10纵队万余人投日，任第一集团军总司令）/项致庄（原第三战区炮兵副指挥，1943年1月投日后任参谋次长，1943年10月底任苏北绥署主任）/孙良诚
- 苏皖边区绥靖总司令部，总司令杨仲华，总部设于江苏东台
- 蘇州绥靖公署：主任任援道
- 杭州绥靖公署：丁默村/1944.9.14项致庄兼浙江省长/张恒(日本士官学校20期)
  - 第十二军（项致庄）/张恒
  - 独立第4旅
  - 独立第6旅
  - 独立第11旅
  - 活动范围：浙江
- 武汉绥靖公署：綏靖主任葉蓬（前武漢警備司令部警備司令）
  - 下辖：第11师、第12师、第29师、暂5师、独立第3旅
  - 活动范围：湖北和河南、安徽的一部分
- 广州绥靖公署：褚民谊。1940年4月成立軍事委員會委員長駐廣州辦事處主任李謳一。1941年8月16日改設廣州綏靖公署，綏靖主任陳耀祖
- 闽粤边区绥靖总司令部，总司令黄大伟，总部设于汕头
- 華北綏靖軍總司令部總司令齊燮元

## 军校
中央军官学校：1939年在上海成立“中央军官训练团”，团长汪精卫兼，教育长葉蓬，总队长张诚。1941年9月16日改组成立中央军官学校，校址南京市中山东路。校长汪精卫兼，教育长刘启雄主持校务。校训“智深勇沉”。学制三年。共招生2期共2000余人。在武汉、广州设立分校，葉蓬、李讴一分别任教育长。
中央海军学校：1940年5月在上海新龙华设立。海军部长任援道兼任校长，后海军部次长姜西园兼校长。教育长徐沛。学制一年。
中央航空学校：1941年5月在常州觅渡桥建校。航空署长陈昌祖（陈璧君的弟弟）兼任校长。学制两年。第一期62人毕业后，1943年6月学校改称“中央空军教导总队”。1944年改称“中央空军学校”。
华北绥靖军军官学校，1938年5月10日在北京通州创办。校长齐燮元兼，教育长田申。学制一年。

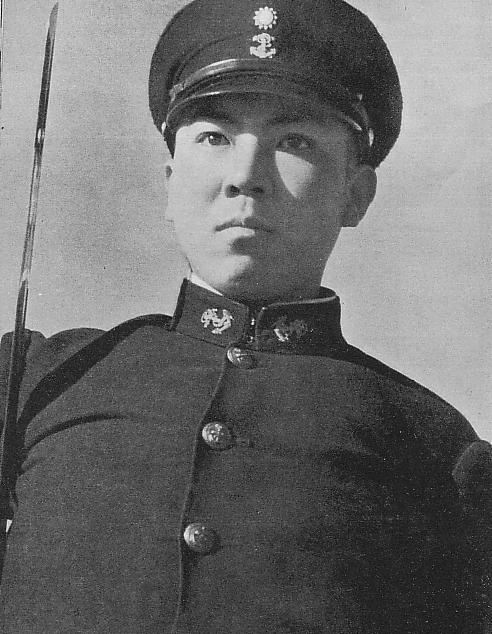
中央海軍學校學生

## 和平建国軍階級章
和平建国軍的階級領章與國民革命軍使用的階級領章基本相同，唯特級上將增加一紅邊青天白日。

### 軍官
| 和平建國軍 | 將官 | 將官 | 將官 | 將官 | 將官 | 將官 | 將官 | 將官 | 校官 | 校官 | 校官 | 校官 | 校官 | 校官 | 尉官 | 尉官 | 尉官 | 尉官 | 尉官 | 尉官 | 准軍官 |
| ---------- | ---- | ---- | ---- | ---- | ---- | ---- | ---- | ---- | ---- | ---- | ---- | ---- | ---- | ---- | ---- | ---- | ---- | ---- | ---- | ---- | ------ |
|            |      |      |      |      |      |      |      |      |      |      |      |      |      |      |      |      |      |      |      |      |        |
| 1940-1945  |      |      |      |      |      |      |      |      |      |      |      |      |      |      |      |      |      |      |      |      |        |

### 士官與士兵
| 和平建國軍 | 士官 | 士官 | 士官 | 士兵 | 士兵 | 士兵 |
| ---------- | ---- | ---- | ---- | ---- | ---- | ---- |
|            |      |      |      |      |      |      |
| 1940-1945  |      |      |      |      |      |      |